# 벨벳자유꼬리박쥐속
벨벳자유꼬리박쥐속(Molossus)은 큰귀박쥐과에 속하는 박쥐 속의 하나이다. 북쪽의 멕시코부터 아르헨티나 북부 지역까지 신대륙에 분포하는 10종의 박쥐를 포함하고 있다. 이 중의 4종은 푸에르토리코 또는 트리니다드와 같은 서인도제도의 여러 섬에 분포한다. 이름은 고대의 맹견 몰로수스(Molossus)에서 유래했다.

## 하위 종
- 알바레스사냥개박쥐 (M. alvarezi)
- 아즈텍사냥개박쥐 (M. aztecus)
- 반스사냥개박쥐 (M. barnesi)
- 코이바사냥개박쥐 (M. coibensis)
- 본다사냥개박쥐 또는 토마스사냥개박쥐 (M. currentium)
- 벨벳자유꼬리박쥐 (M. molossus)
- 밀러사냥개박쥐 (M. pretiosus)
- 검은사냥개박쥐 (M. rufus)
- 시날로아사냥개박쥐 (M. sinaloae)